# Ерліган

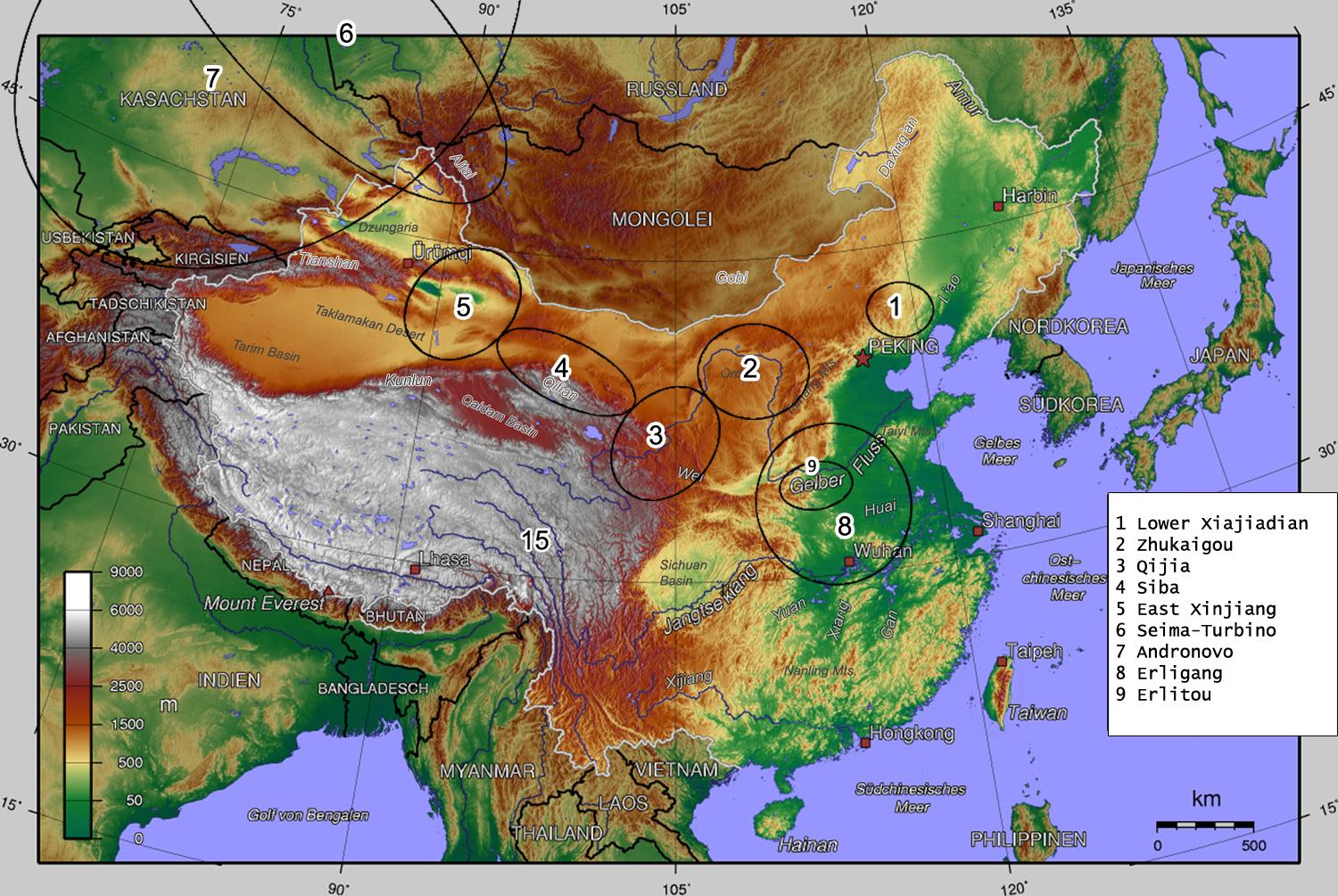
Територія культури Ерліган позначено цифрою 8

34°45′14″ пн. ш. 113°40′34″ сх. д. / 34.754° пн. ш. 113.676° сх. д.
Ерліган (кит.: 二里岡) — археологічна культура бронзового періоду на території північного Китаю, що охоплювало період з 1580 по 1400 (за іншими гіпотезами 1300) роки до н. е. Основу становило декілька городищ між річками Хуанхе та Янцзи. Головне городище Ерліган (за яким отримало назву уся культура) розташовувалося на території південно-східної частини сучасного міста Чженчжоу (провінція Хенань) і належить до числа найважливіших археологічних пам'яток Китаю першої половини II тис. до н. е.

## Дослідження
У 1952 році розпочалися археологічні розкопки городища Ерліган. Дослідження тривають досі. 1954 року почалися розкопки іншого ключового городища культури — Паньлунчен. Останнє розвідки відбувалися у 1963 та 1974—1976 роках.

## Опис
У науковій літературі Ерліган часто ототожнюють з першою столицею найдавнішого китайського держави Шан-Інь (XVII—XI ст. До н. е.) — містом Бо (亳), яке неодноразово згадуються в більш пізніх письмових джерелах. Відомо, що це городище займало площу в 3,2 км², маючи в плані форму неправильного квадрата, і було обнесено глинобитною стіною, загальна протяжність якої становила 6960 м (західна ділянка — 1690 м, північна — 1870 м, південна і східна — по 1700 м кожен). Ширина стіни біля основи сягала 36 м, а її висота — 9,1 м. За підрахунками китайських вчених над спорудженням такої стіни, починаючи з заготівлі будівельного матеріалу, повинні були працювати 10 тис. майстрів, які б працювали 330 днів протягом 12 років.
Втім до теорії про тотожність Ерлігану і Бо, стосунок між цією культурою та раннім період Шан, скептично ставляться американські та європейські науковці. Основою для цього є те, що в Ерлігане не виявлено письмових документів, що не дозволяє зв'язати археологічні знахідки з письмовою історією.
Центром культури Ерліган була долина річки Хуанхе. Культура Ерліган перш за все відоме своїми городищами. Традиція містобудування зародилася в епоху неоліту. Тоді ж була освоєна глинобитна технологія, що стала згодом основною для вирішення містобудівних завдань і зодчества, де її використовували для зведення спеціальних платформ, що утворюють фундамент будівель. Технологічний процес передбачав кілька етапів: канаву з косими стінками (завглибшки до 2 м) поступово заповнювали шарами глиняної маси (по 6-8 або 10-20 см), кожен шар утрамбовували і пересипали піском. Шари накладали до тих пір, поки не досягали необхідної висоти. Специфіка цієї технології пояснює причину, по якій глинобитні стіни китайських міст завжди мали масивну основу і загальний трапецеподібний профіль.
Це була перша археологічна культура стародавнього Китаю, де широко розповсюдилися вироби з литої бронзи. Вже на ранньому етапі культура швидко поширилася на велику територію, досягнувши річки Янцзи.
Усередині стін Ерлігана і за їх межами виявлені залишки численних житлових будівель, а також гончарних, бронзоливарних і стенорезная майстерень, згрупованих за професійною ознакою, що вказує на відокремлення ремесла із загальної сфери господарської діяльності та поява внутрішніх градацій. До числа найбільш примітних місцевих знахідок належать глазурована кераміка, виконана з каоліну, нефритові вироби і бронзові судини, причому, іноді досить великих розмірів (наприклад, 2 котла — дін вагою 52 і 64,3 кг і заввишки 81 і 100 см відповідно). Серед бронзових виробів присутні зразки більшості основних категорій кухонного та столового начиння, характерних для виробництва часів культури Ерлітоу.
Іншим значним городищем культури Ерліган є Паньлунген на березі р. Фухе (північного притоку Янцзи), в волості Едянь, що входить в межі міста Ухань, адміністративного центру провінції Хубей. Пам'ятка площею близько 1 км² включає власне городище Паньлунчен зі стінами, ровом і фундаментами будівель палацового типу, а також пов'язані з ним поховання, будинки, майстерні, розташовані в кількох прилеглих пунктах: Ванцзяцзуй, Ліцзязцзуй, Янцзяцзуй, Янцзявань і Лоуцзівань.